# Der Rattenfänger von Hameln (1985)
Der Rattenfänger von Hameln (tschechisch Krysař) ist ein tschechoslowakisch-deutscher Dark-Fantasy-Animationsfilm aus dem Jahr 1985 unter der Regie von Jiří Barta. Der Film ist eine Adaption der Sage des Rattenfängers von Hameln.

## Handlung
Der Film beginnt mit dem Bild eines Mechanismus, der seine Arbeit aufnimmt. Während sich die Zahnräder bewegen, geht über einer Stadt die Sonne auf und ein neuer Tag beginnt. Die Stadt Hameln wird als Stadt voller Geizhälse und Kleingeister gezeigt, in der alles verschwendet wird und Geld sowie sozialer Rang an erster Stelle stehen. Die Verschwendung führt zu einer enormen nächtlichen Rattenplage, die Lebensmittel und Wertsachen stiehlt und sich am nächsten Tag auf den Straßen ausbreitet. Während die Ratten in der Stadt ihr Unwesen treiben, beobachtet eine große Kapuzengestalt das Geschehen aus der Ferne und macht sich dann auf den Weg in die Stadt. Als die Stadtoberhäupter zusammenkommen, um über das beste Vorgehen zu entscheiden, erscheint der vermummte Fremde, ein Flötenspieler, in der Tür. Er demonstriert, dass er die Ratten mit dem Klang seines Spiels in den Tod locken kann. Die Stadtoberhäupter sind begeistert und bieten ihm 1.000 Goldmünzen als Bezahlung an, wenn er alle Ratten der Stadt loswird. Der Flötenspieler nimmt an und beginnt, durch die Stadt zu laufen, wobei er alle Ratten hinter sich herzieht. Zur gleichen Zeit betritt ein Juwelier, der zur elitären Gruppe der Stadtführer gehörte, das Haus einer Frau und versucht, sie zu verführen. Die Frau (die als einzige nicht grotesk aussieht, was auf Unschuld schließen lässt) lehnt ab. Der Juwelier bleibt hartnäckig, doch bevor er etwas unternehmen kann, kommt der Flötenspieler an ihrem Haus vorbei, und bei den Klängen der Musik ist der Juwelier gezwungen, aus dem Fenster zu springen. Nachdem alle Ratten von einem Klippenturm in einen See gestürzt sind, kommt der Flötenspieler zurück in die Stadt und verhindert erneut die Annäherungsversuche des Juweliers an die Frau. Der Flötenspieler und die Frau sitzen zusammen auf einer Bank, während er eine schöne Melodie spielt, die von einer Holzmalerei-Animation begleitet wird.
Schließlich geht der Flötenspieler, um den versprochenen Lohn abzuholen. Die Stadtoberhäupter geben ihm nur einen schwarzen Knopf. Der Flötenspieler geht wütend weg. In dieser Nacht brechen der Juwelier und seine betrunkenen Freunde in das Haus der Frau ein, während sie betet. Der Flötenspieler kommt, aber dieses Mal ist er zu spät. Er kann nur noch die Augen des entsetzten Gesichts der Frau schließen.
Nun klettert der Flötenspieler auf den höchsten Turm der Stadt, in dessen oberstem Stockwerk sich die Maschinerie für die Sonne befindet. Ganz oben steht der Gott Saturn, der eine Sanduhr in der Hand hält. Der Flötenspieler und Saturn führen ein stilles Gespräch, und es wird eine Entscheidung getroffen. Der gesamte Sand in Saturns Sanduhr ist aufgebraucht, und die Zahnräder, die die Sonne aufgehen lassen, hören auf zu arbeiten. Der Flötenspieler beginnt, auf seiner Flöte zu spielen, und verlässt den Turm, da der Tag nun still ist. Als er durch die Straßen geht und die Bürger ihn hören, verwandeln sie sich in Ratten und folgen dem Geräusch. Schließlich springen sie vom Turm, genau wie die Ratten zuvor, wobei der verwandelte Juwelier der letzte ist, der springt.
Die einzige Person, die übrig bleibt, ist ein alter Fischer, der kommt, um zuzusehen. Als er in die Nähe des Flötenspielers kommt, hört dieser jedoch auf zu existieren. Sein Mantel, in dem sich nun keiner mehr befindet, wird vom Wind weggeweht. Der Fischer geht durch die verlassene Stadt und findet in einem der Häuser den einzigen Überlebenden, ein Baby, das noch nicht verdorben ist. Er nimmt das Baby mit und verlässt die nun leere Stadt.

## Produktion
Der Rattenfänger von Hameln war ein ungewöhnlich ehrgeiziges Projekt für die Produktionsfirma Krátky Film, die wie andere Animationsstudios in der Tschechoslowakei vor allem Fernsehkurzfilme für Kinder produzierte. Die Recherche für den Film dauerte sechs Monate. Ziel des Regisseurs Jiří Barta war es, eine Adaption des Rattenfängers von Hameln zu schaffen, die den deutschen Geist einfängt und für den Trickfilm geeignet sein musste. Die Erzählung des Films nahm daher Züge von mehreren Abwandlungen des Mythos an, blieb aber im Wesentlichen der Version aus dem Roman Krysař von Viktor Dyk treu. Das Schreiben des Drehbuchs und die technischen Vorbereitungen dauerten ein Jahr. Eine Szene zu filmen dauerte etwa drei Stunden.
Die künstlerische Gestaltung orientierte sich am deutschen Expressionismus und an mittelalterlichen deutschen Kunstkonventionen. Barta sagte: „Dieses Element hat tatsächlich bestimmte räumliche Probleme gelöst, da ein Teil des mittelalterlichen Kanons darin besteht, dass die wichtigen Figuren groß und die Nebenfiguren klein sind. Es hat also das ganze Raumproblem gelöst und rechtfertigt eine Unlogik in der Welt des Films“. Barta entwarf die Puppen und die Kulissen selbst. Er begann mit Zeichnungen und fertigte dann Modelle an, um sie dreidimensional darzustellen. Es gab mehr als 170 verschiedene Kulissen. Die Holzpuppen wurden absichtlich so gestaltet, dass sie mechanisch wirkten, was im Gegensatz zu den lebenden Ratten stand, um den Eindruck zu erwecken, die Ratten seien lebendiger als die Menschen. Ausnahmen bildeten die Frau und der Fischer, die weicher gestaltet wurden, um eine Welt der Reinheit darzustellen. Die Größe der Puppen variierte zwischen einem und 60 Zentimetern. In einer Szene des Films wird eine zweidimensionale Animation gezeigt, die sich grundlegend von den anderen unterscheidet. Dieses Segment wurde von der mittelalterlichen Holzmalerei inspiriert, insbesondere von der Kunst Jan van Eycks.
Der Ton wurde in der Postproduktion hinzugefügt. Die im Film gesprochene Sprache ist fiktiv und soll von niemandem wörtlich verstanden werden. Barta zufolge war die Sprache „in gewisser Weise an das Deutsche angelehnt, aber der Schwerpunkt lag auf dem Rhythmus und der lautmalerischen Qualität der Sprache“. Die Sprecher waren Oldřich Kaiser, Jiří Lábus, Michal Pavlíček und Vilém Čok.

## Veröffentlichung
Der Film wurde am 10. Mai 1986 in der Sektion Un Certain Regard der Filmfestspiele von Cannes gezeigt.

## Auszeichnungen
| Auszeichnung                                                 | Jahr | Kategorie       | Empfänger  | Resultat  |
| ------------------------------------------------------------ | ---- | --------------- | ---------- | --------- |
| Bilbao International Festival of Documentary and Short Films | 1986 | Animation       | Jirí Barta | Gewonnen  |
| Chicago International Film Festival                          | 1986 | Best Short Film | Jirí Barta | Nominiert |
| Fantasporto                                                  | 1986 | Best Film       | Jirí Barta | Nominiert |